# Back Home (album de Chuck Berry)
Pour les articles homonymes, voir Back Home.
Albums de Chuck Berry
Concerto in "B Goode"
(1969) San Francisco Dues
(1971)
Singles
1. Tulane / Have Mercy Judge
Sortie : janvier 1970

Back Home est un album du guitariste, chanteur et auteur-compositeur américain Chuck Berry sorti en novembre 1970 chez Chess Records.

## Histoire
Le titre de l'album (« de retour à la maison ») fait allusion au retour de Chuck Berry chez Chess Records, après trois ans passés chez Mercury Records.

## Titres
Toutes les chansons sont écrites et composées par Chuck Berry.

### Face 1
1. Tulane – 2:35
2. Have Mercy Judge – 2:40
3. Instrumental – 2:47
4. Christmas – 3:27
5. Gun – 2:45

### Face 2
1. I'm a Rocker – 4:34
2. Flyin' Home – 4:17
3. Fish & Chips – 2:50
4. Some People – 4:10

## Musiciens
- Chuck Berry : chant, guitare
- Bob Baldori : harmonica, piano
- Lafayette Leake : piano
- Phil Upchurch : basse